# 98 a. C.
El año 98 a. C. fue un año del calendario romano prejuliano. En el Imperio romano, fue conocido como el año 656 Ab Urbe condita.

## Acontecimientos
- Quinto Cecilio Metelo Nepote y Tito Didio, cónsules de Roma
- El Senado aprueba una resolución prohibiendo los sacrificios humanos.
- El Senado aprueba la Lex Caecilia Didia que prohíbe las leyes con disposiciones diversas
- Hispania Citerior: el cónsul T. Didio lucha contra los celtíberos en los siguientes cinco años.[1]

## Nacimientos
- Nigidio Figulo, filósofo romano (fecha probable) (m. 45 a. C.)

## Fallecimientos
- Emperador Kaika de Japón (fecha probable)